# Grebe Holding
Die Grebe Holding Deutschland GmbH (Eigenschreibweise: GREBE) ist die Dachgesellschaft eines Konzerns der Farben- und Lackbranche.

## Geschichte
Ihren Ursprung hat die Holding in der 1910 gegründeten Weilburger Lackfabrik in Weilburg, welche 1936 durch Jakob Grebe übernommen wurde. 1970 wurde eine neue Produktionsstätte in Gerhardshofen errichtet. Hinzu kam im Jahr 1978 die Lackfabrik Stauber in Gerhardshofen die seit 2000 als WEILBURGER Graphics GmbH firmiert.
Im Jahr 1983 wurde die 1810 gegründete SCHRAMM LACKE GmbH aus Offenbach übernommen, die im Jahr 2007 wieder verkauft wurde.
Ende 2008 wandelte sich der Name und die Rechtsform von der Grebe Holding AG in die Grebe Holding Deutschland GmbH.
Im Februar 2024 übernahm Kansai Paint die Weilburger Coatings GmbH und die Weilburger Asia Limited über ihre Tochtergesellschaft Kansai Helios. Die Weilburger Graphics ist nicht Teil der Übernahme.

## Produkte
Die Grebe Holding stellt heute Beschichtungen für eine Reihe von Industriezweigen her. Ausgangsstoffe sind im Wesentlichen Produkte der Erdölchemie. Insbesondere werden Antihaft- und hochhitzebeständige Beschichtungen für die Haushaltswaren, Öfen und Schienenfahrzeug, strahlenhärtende Lacke mit zugehörigen Aufbringungssystemen für die Möbel- und Parkettindustrie sowie Beschichtungen und Lacke für die graphische und die Verpackungsindustrie produziert, etwa zur Innenbeschichtung von Aluminiumverpackungen.
Darüber hinaus ist das Unternehmen auf zahlreichen Nischenfeldern aktiv. Darunter fallen im Unternehmensbereich „Coatings“ die Beschichtung von Glas zur Erzielung optischer Effekte, die Beschichtung von Brillengestellen und von Bauteilen für die Auto-Innenausstattung, die Emaillierung von Reißverschlüssen, Beschichtungen von Großgeräten im Anlagenbau sowie von Türen und Toren in der Gebäudetechnik. Grebe bezeichnet sich zudem als Marktführer für die Beschichtung von gepanzerten Fahrzeugen für die deutsche Rüstungsindustrie.
Die Produktpalette im Bereich „Graphics“ umfasst Dispersions-, UV-, Öldruck- und Siebdrucklacke, Kleber für Folien und Kartons, Bleistiftlacke sowie Flexolacke und -farben. Hinzu kommen Serviceleistungen im Zusammenhang mit diesen Produkten, beispielsweise Schulungen für Anwender oder die Aufbereitung von Waschwasser aus der Druckindustrie mit der dafür nötigen Transportlogistik.

## Struktur und Standorte
Insgesamt unterhält die Grebe Holding 20 Gesellschaften auf vier Kontinenten. Die Gesellschaft ist in die Geschäftsbereiche Coatings (industrielle Beschichtungslösungen) und Graphics (Speziallacke für die grafischen Industrie) aufgeteilt. Nachfolgend die Tochtergesellschaften, nicht mit Anteilsangaben versehene Gesellschaften sind 100-prozentige Tochtergesellschaften:

### Europa
- Weilburg (Hessen, Deutschland) – Sitz der Dachgesellschaft; über 300 Mitarbeiter
  - Weilburger Coatings GmbH – Stammhaus und Kompetenzzentrum für Beschichtungen, Entwicklung und Produktion. 94 % Anteil.
  - Grebe Holding GmbH – Dachgesellschaft
  - Grebe Corporate Services
- Gerhardshofen (Bayern, Deutschland) – Stammsitz für den Bereich Graphics
  - Weilburger Graphics GmbH – Kompetenzzentrum für Grafik, Entwicklung und Produktion. 94 % Anteil.
- Hannover (Niedersachsen, Deutschland)
  - Condor Coating GmbH. 70,67 % Anteil.
- Sotto il Monte (Italien) – Glasbeschichtungen
  - Weilburger Coatings Italia S.p.A. – Entwicklung und Produktion
- Archéres (Frankreich)
  - Weilburger France S.A.S. – Entwicklung und Produktion. 90 % Anteil.
- Tarnowo Podgórne (Polen) – Entwicklung und Produktion
  - Weilburger Grafik-Polska Sp. z o.o. – Vertrieb. Mittelbare Beteiligung.
- Elche (Spanien)
  - Weilburger Graphics Iberia S.L. – Vertrieb. Mittelbare Beteiligung.
- Istanbul (Türkei)
  - Weilburger Kaplama Ürünleri Ltd. Şti. – Vertrieb

### Weltweit
- Wilmington (USA)
  - Weilburger Holding North America Inc.
  - Weilburger North America Inc. – Vertrieb
- São Bernardo do Campo (Brasilien)
  - Weilburger Brasil Industria e Comercio Ltda. – Vertrieb. Mittelbare Beteiligung.
- Mexiko-Stadt (Mexiko)
  - Weilburger Graphics México, S.A. de C.V. – Vertrieb. Mittelbare Beteiligung.
- Lima (Peru)
  - Weilburger Graphics Peru, S.A.C. – Vertrieb. Mittelbare Beteiligung.
- Haora (Indien)
  - WEILBURGER Coatings (India) Pvt Ltd. – Entwicklung und Produktion. Zum Teil mittelbare Beteiligung.

- Weilburger Asia Limited, mit Entwicklungs- und Produktionsstandorten in:
  - Hongkong
    - Weilburger Investments Ltd.

  - Tianjin
    - Weilburger Coatings (Tianjin) Ltd.

  - Shenzhen
    - KH Gandola Coatings (Shenzhen) Ltd. Mittelbare Beteiligung zu 51 %.
    - Weilburger Consulting (Shenzhen) Technology Co.[9]

Gesellschafter der Konzernmuttergesellschaft sind, zum Teil mittelbar, Mitglieder der Familie Grebe.